# Lausitzer Füchse
Lausitzer Füchse ist die Bezeichnung der Eishockey-Profiabteilung des Stammvereins »Eissport Weißwasser e. V.« in Weißwasser (Oberlausitz). Die offizielle Bezeichnung der Profi-Abteilung ist dabei: »EHC „Lausitzer Füchse“ Spielbetriebs-GmbH«, während die Mannschaften des Stammvereins aus dem Nachwuchs- und Frauenbereich unter dem Namen »Eissport Weißwasser« spielen.
Der Begriff „Lausitzer Füchse“ ist der Oberbegriff für juristisch gesehen unterschiedliche Sportgemeinschaften, Vereine und Spielbetriebsgesellschaften, die jedoch sportlich, personell und organisatorisch in engem Zusammenhang miteinander stehen.

## Geschichte
Am 15. Dezember 1932 wurde im Keglerheim von Weißwasser von den „Jungs von der Osramstraße“ genannten Eishockey spielenden Jungen der Verein „Eishockey Weißwasser“ gegründet. Zum ersten Vorsitzenden des Vereines wurde der Initiator Martin Schulz gewählt. 1936 nahm der Turn- und Sportverein Weißwasser die Eishockeygemeinschaft auf. Im Jahre 1937 sollte Weißwasser an der Vorrunde der Deutschen Meisterschaft teilnehmen, da der Schlesische Meister EV Hindenburg auf die Teilnahme verzichtete. Diese reisten kurzfristig doch an, sodass Ausscheidungsspiele angesetzt wurden. Das Spiel gegen die Hindenburger ging knapp verloren. Bereits 1938 gab es den ersten überregionalen Titel; als TSV Weißwasser wird der Verein nach einem 2:1-Finalsieg über den EV Hindenburg (heute Zabrze/Polen) schlesischer Meister. Bei den Deutschen Meisterschaften der Jahre 1941 und 1942 nahm der TSV Weißwasser als Schlesischer Meister jeweils an der Vorrunde teil, schied jedoch sieglos aus. In den folgenden Jahren konnten keine Meisterschaften mehr stattfinden. Der Neubeginn nach dem Zweiten Weltkrieg erfolgte 1946 mit Natureisspielen auf dem Braunsteich. Vier Jahre später erfolgte die Einweihung des Freiluft-Stadions mit einem torlosen Remis gegen die SG Frankenhausen. Im Jahr 1951 wurde der erste DDR-Meister-Titel als Ostglas Weißwasser sowie in den nächsten zwei Jahren als BSG Chemie gewonnen.

Logo der SG Dynamo Weißwasser

Der heutige Verein entstand 1953 durch die Fusion der »BSG Ostglas Weißwasser« (gegründet 1950) und der BSG Chemie Weißwasser (gegründet 1952) zur »SG Dynamo Weißwasser«. Unter diesen Bezeichnungen wurde Weißwasser von 1951 bis 1990 25 Mal Deutscher Meister der DDR.

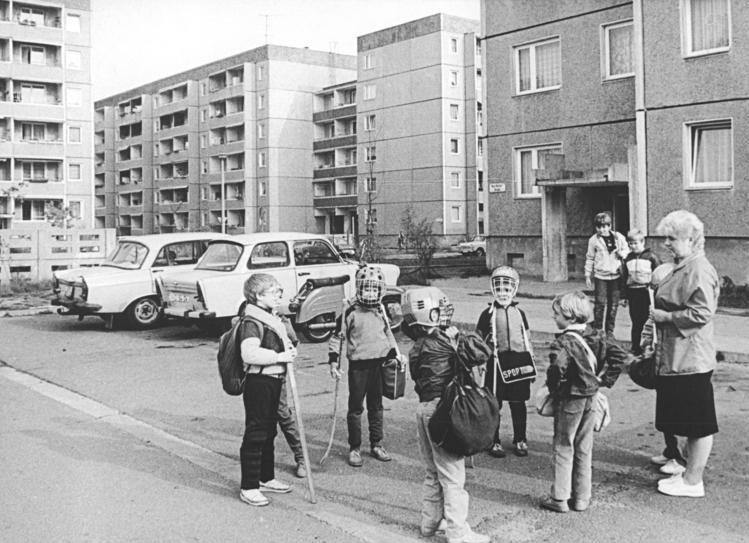
Jugendnachwuchs von Dynamo Weißwasser (1988)

Nach der Wende in der DDR wurde der Club am 8. Juni 1990 vor allem auf Bestreben von Weißwassers Leiter Rüdiger Noack von Dynamo Weißwasser in Polizei-Eishockey-Verein umbenannt, weil er glaubte, damit den „anhaftenden schlechten Ruf Dynamos […] als Polizei- und Stasi-Sportorganisation“ abstreifen zu können. Der Berliner Leiter Dieter Waschitowitz lehnte unter Berufung auf die großen Erfolge, die mit diesem Namen verbunden sind, eine ähnliche Umbenennungsaktion für den SC Dynamo Berlin ab. Nach der Gründung des Deutschen Eishockey-Verbandes der DDR durch Abspaltung vom Deutschen Eislauf-Verband kam es während des Verbandstages des Deutschen Eishockey-Bundes (DEB) am 11. Mai 1990 zu einer überraschenden Entscheidung. Da sich die Vertreter der 2. Bundesliga nicht für den Aufnahmeantrag der Verantwortlichen der Klubs aus Weißwasser und Ost-Berlin in die 2. Bundesliga entschieden, machte der Vorstand der 1. Liga kurzen Prozess und beschloss deren Aufnahme in die 1. Bundesliga. Zusammen mit dem EHC Dynamo Berlin nahm der PEV Weißwasser in der Saison 1990/91 an der Eishockey-Bundesliga teil. In dieser Zeit kam auch das Maskottchen der Weißwasseraner, der Fuchs in das Vereinslogo.
Der Abstieg in die 2. Liga konnte in den Play-downs der ersten Saison gegen den ehemaligen Dauerrivalen Dynamo Berlin verhindert werden. Da abzusehen war, dass das Innenministerium der DDR in naher Zukunft nicht mehr die Gehälter zahlen würde, wurde der Verein nach der Saison am 8. August 1991 erneut umbenannt und hieß fortan Eissport Weißwasser e. V. In der Saison 1991/92 konnte der Abstieg diesmal nur aufgrund des Rückzuges von Eintracht Frankfurt aus der Liga am grünen Tisch verhindert werden. In der Saison 1992/93 folgte dann doch der Abstieg in die 2. Eishockey-Bundesliga.
Als Siebenter der 2. Bundesliga 1993/94 waren die Füchse 1994/95 für die erste DEL-Saison qualifiziert, bildeten jedoch aus finanziellen Gründen eine Spielgemeinschaft mit dem EV Chemnitz, wobei sie unter der Bezeichnung »ESG Füchse Sachsen Weißwasser/Chemnitz« spielten. In der Folge wurden die meisten Spiele in Weißwasser, jedes vierte Heimspiel jedoch in Chemnitz durchgeführt. Sportdirektor war damals Boris Capla.
1996 endete jedoch diese Spielgemeinschaft und Weißwasser zog sich aus finanziellen Gründen aus der DEL zurück und spielte in der Folge in der 2. Bundesliga. 2002 musste die Spielbetriebs-GmbH Insolvenz anmelden, nach der Neugründung der Profiabteilung als »EHC Lausitzer Füchse« Spielbetriebs GmbH konnte der Spielbetrieb jedoch weiter gehen. 2004 wurde nach einiger Diskussion die Idee wieder verworfen, zum Vereinsnamen „Dynamo Weißwasser“ zurückzukehren.

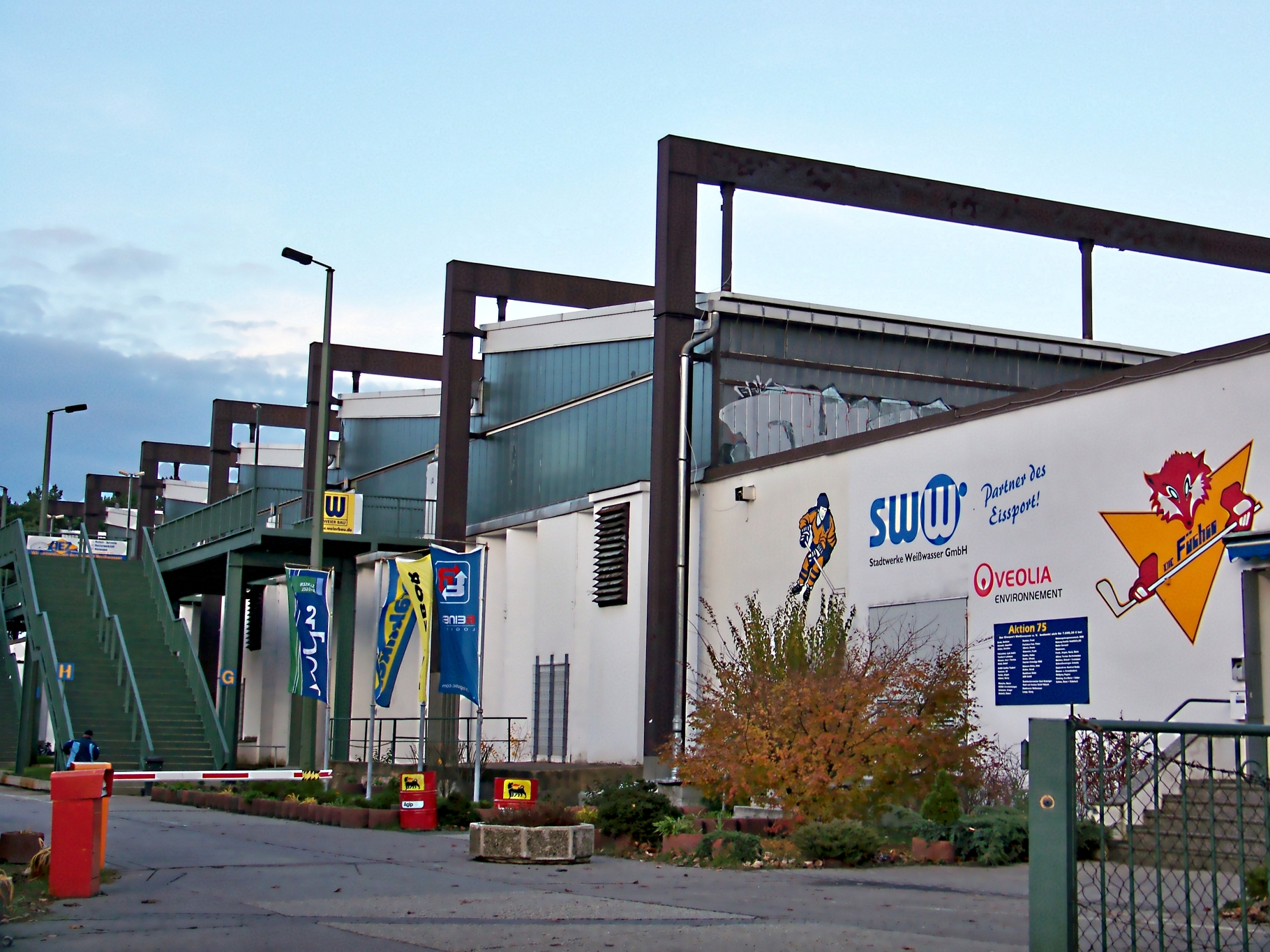
Die Eishalle Weißwasser – bis 2013 Heimstadion der Lausitzer Füchse

2005 existierten Unstimmigkeiten zwischen dem Verein und der Stadt Weißwasser um die Betriebskosten der Eishalle, dadurch war die Zukunft des Eishockeysports in Weißwasser lange Zeit ungewiss. Dank einer breit angelegten Spendenaktion kamen jedoch ausreichend Gelder für die Sicherstellung des Spielbetriebs in der Saison 2005/06 zusammen. Am 9. April 2006 sicherten sich die Füchse durch einen Sieg gegen den EHC München den sportlichen Klassenerhalt in der 2. Bundesliga. Am Ende der Saison 2006/07 musste die Mannschaft als Letztplatzierte in die Play-downs, konnte dort aber mit vier Siegen und zwei Niederlagen gegen die Dresdner Eislöwen den Klassenerhalt erreichen. Ein Jahr später – die Füchse waren zum dritten Mal hintereinander in die Play-downs geraten – unterlag das Team dem REV Bremerhaven und stieg sportlich in die Oberliga ab. Durch den Insolvenzantrag für die Moskitos Essen und die angekündigte Spielbetriebseinstellung der Eisbären Regensburg verblieben die Füchse trotz des sportlichen Abstiegs in der 2. Bundesliga.
Einer der größten Erfolge der letzten Jahre gelang den Füchsen in den beiden Folgejahren: In der Saison 2008/09 erreichten die Lausitzer Füchse das Halbfinale der Play-offs, nachdem diese die Heilbronner Falken in sechs Spielen besiegt hatten. Im Halbfinale scheiterten sie am späteren Meister SC Bietigheim-Bissingen. In der Saison 2009/10 erreichten die Lausitzer Füchse die Play-offs über die Pre-Play-offs und schieden in der ersten Runde erneut gegen den späteren Meister EHC München aus.
Siehe auch: Eishockey in Weißwasser

### Ligenzugehörigkeit

#### 1950 bis 1970
Mit der BSG Kristall Weißwasser nahm 1950 erstmals eine Mannschaft aus Weißwasser an der DDR-Meisterschaft teil. Sie hatte sich als Zweite der Landesmeisterschaft Sachsen nach der SG Frankenhausen qualifiziert. Dabei belegte sie den dritten Platz. Die in BSG Ostglas umbenannte Mannschaft errang nach sechs Siegen 1951 zum ersten Mal den Meistertitel. Dieser wurde auch nach der erneuten Umbenennung in BSG Chemie Weißwasser ab dem Folgejahr bis 1965, mittlerweile als SG Dynamo Weißwasser ununterbrochen verteidigt. In den drei folgenden Spielzeiten gelang es jeweils nur, hinter dem SC Dynamo Berlin den zweiten Platz zu erreichen, bis der Titel ab dem Jahre 1969 wieder nach Weißwasser geholt wurde.

Logo der BSG Chemie Weißwasser, 1952
Logo der SG Dynamo Weißwasser, 1953–1990

#### 1970 bis 1990
Die Meisterschaft der aufgrund des Leistungssportbeschlusses von acht auf zwei Mannschaften reduzierten Eishockey-Oberliga wurde seit der Saison 1970/71 nur noch zwischen den beiden Dynamo-Teams aus Weißwasser und Berlin ausgespielt.
Dabei gewann Weißwasser den Titel bis 1975 durchgehend, bevor Berlin bis 1988 im Duell die Oberhand behielt. Erst in den Jahren 1989 und 1990 konnten die beiden letzten zu vergebenden Titel nach Weißwasser geholt werden.
Ab 1986 wurde zur Ermittlung des DDR-Meisters der modernere Spielmodus von Best-of-Serien angewendet. Bis 1989 waren zur Meisterschaftsgewinn zwei Siegesserien, im letzten Jahr der Mini-Liga drei Siegesserien erforderlich.

#### Ab 1990
| Saison  | Spielklasse | Liga                                     | Hauptrunde'                                         | Endrunde                                                                   |
| ------- | ----------- | ---------------------------------------- | --------------------------------------------------- | -------------------------------------------------------------------------- |
| 1990/91 | 1. Liga     | Eishockey-Bundesliga                     | 11. Platz (von 12)                                  | Play-downs: sportlicher Abstieg (Verbleib in der Liga)                     |
| 1991/92 | 1. Liga     | Eishockey-Bundesliga                     | 12. Platz (von 12)                                  | Play-downs: sportlicher Klassenerhalt, Lizenzentzug                        |
| 1992/93 | 2. Liga     | 2. Eishockey-Bundesliga                  | 4. Platz (von 12)                                   | Play-offs: Finale Bundesliga-Relegation: Niederlage gegen den EHC Freiburg |
| 1993/94 | 2. Liga     | 2. Eishockey-Bundesliga                  | 7. Platz (von 11)                                   | Play-offs: Viertelfinale, DEL-Qualifikation                                |
| 1994/95 | 1. Liga     | DEL                                      | 15. Platz (von 18)                                  | Play-offs: Achtelfinale                                                    |
| 1995/96 | 1. Liga     | DEL                                      | 18. Platz (von 18)                                  | Rückzug aus der DEL                                                        |
| 1996/97 | 2. Liga     | 1. Eishockey-Liga                        | 9. Platz (von 18)                                   | Alpen-Cup (Spiel um Platz 9)                                               |
| 1997/98 | 2. Liga     | Hacker-Pschorr-Liga (1. Liga Gruppe Süd) | 7. (von 16) (Gruppe Süd) 6. (von 14) (Meisterrunde) | Play-offs: Halbfinale                                                      |
| 1998/99 | 2. Liga     | Eishockey-Bundesliga                     | 15. Platz (von 16)                                  | 2. Platz (Qualifikationsrunde)                                             |
| 1999/00 | 2. Liga     | 2. Eishockey-Bundesliga                  | 12. Platz (von 16)                                  | 12. der Platzierungsrunde (von 12)                                         |
| 2000/01 | 2. Liga     | 2. Eishockey-Bundesliga                  | 9. Platz (von 14)                                   | Play-downs: Klassenerhalt                                                  |
| 2001/02 | 2. Liga     | 2. Eishockey-Bundesliga                  | 8. Platz (von 14)                                   | Play-offs: Viertelfinale                                                   |
| 2002/03 | 2. Liga     | 2. Eishockey-Bundesliga                  | 14. Platz (von 15)                                  | Play-downs: Abstieg                                                        |
| 2003/04 | 3. Liga     | Eishockey-Oberliga                       | 6. Platz (von 10)                                   | Play-offs: Halbfinale, Aufstieg wegen des Rückzugs des EC Bad Nauheim      |
| 2004/05 | 2. Liga     | 2. Eishockey-Bundesliga                  | 7. Platz (von 14)                                   | Play-offs: Viertelfinale                                                   |
| 2005/06 | 2. Liga     | 2. Eishockey-Bundesliga                  | 13. Platz (von 14)                                  | Play-downs: Klassenerhalt                                                  |
| 2006/07 | 2. Liga     | 2. Eishockey-Bundesliga                  | 14. Platz (von 14)                                  | Play-downs: Klassenerhalt                                                  |
| 2007/08 | 2. Liga     | 2. Eishockey-Bundesliga                  | 13. Platz (von 14)                                  | Play-downs: sportlicher Abstieg (Verbleib in der Liga)                     |
| 2008/09 | 2. Liga     | 2. Eishockey-Bundesliga                  | 7. Platz (von 13)                                   | Play-offs: Halbfinale                                                      |
| 2009/10 | 2. Liga     | 2. Eishockey-Bundesliga                  | 8. Platz (von 14)                                   | Pre-/Play-offs: Viertelfinale                                              |
| 2010/11 | 2. Liga     | 2. Eishockey-Bundesliga                  | 13. Platz (von 13)                                  | Play-downs: Klassenerhalt                                                  |
| 2011/12 | 2. Liga     | 2. Eishockey-Bundesliga                  | 6. Platz (von 13)                                   | Play-offs: Viertelfinale                                                   |
| 2012/13 | 2. Liga     | 2. Eishockey-Bundesliga                  | 8. Platz (von 13)                                   | Play-offs: Viertelfinale                                                   |
| 2013/14 | 2. Liga     | DEL2                                     | 8. Platz (von 12)                                   | Play-offs: Viertelfinale                                                   |
| 2014/15 | 2. Liga     | DEL2                                     | 9. Platz (von 14)                                   | Pre-/Play-offs: Saisonende nach Pre-Playoffs                               |
| 2015/16 | 2. Liga     | DEL2                                     | 11. Platz (von 14)                                  | Play-downs: Saisonende nach gewonnenen Playdowns                           |
| 2016/17 | 2. Liga     | DEL2                                     | 6. Platz (von 14)                                   | Play-offs: Viertelfinale                                                   |
| 2017/18 | 2. Liga     | DEL2                                     | 11. Platz (von 14)                                  | Play-downs: Saisonende nach gewonnenen Playdowns                           |
| 2018/19 | 2. Liga     | DEL2                                     | 5. Platz (von 14)                                   | Play-offs: Viertelfinale                                                   |
| 2019/20 | 2. Liga     | DEL2                                     | 11. Platz (von 14)                                  | Play-downs: Vorzeitiges Saisonende wegen Corona-Pandemie                   |
| 2020/21 | 2. Liga     | DEL2                                     | 12. Platz (von 14)                                  | Direkter Klassenerhalt durch Entfall der Play-downs                        |
| 2021/22 | 2. Liga     | DEL2                                     | 13. Platz (von 14)                                  | Play-downs: Saisonende nach gewonnenen Play-downs                          |
| 2022/23 | 2. Liga     | DEL2                                     | 9. Platz (von 14)                                   | Play-offs: Viertelfinale                                                   |
| 2023/24 | 2. Liga     | DEL2                                     | 8. Platz (von 14)                                   | Play-offs: Viertelfinale                                                   |
| 2024/25 | 2. Liga     | DEL2                                     | 8. Platz (von 14)                                   | Pre-Play-offs: Saisonende nach Pre-Playoffs                                |

### Europapokal
| Platzierung im Europapokal | Platzierung im Europapokal | Platzierung im Europapokal | Platzierung im Europapokal | Platzierung im Europapokal | Platzierung im Europapokal | Platzierung im Europapokal | Platzierung im Europapokal |
| Saison                     | Spiele                     | Spiele                     | Spiele                     | Spiele                     | Spiele                     | Spiele                     |                            |
| Saison                     | Runde                      | Gegner                     | Ergebnis                   | Ergebnis                   | Spiel 1                    | Spiel 2                    |                            |
| -------------------------- | -------------------------- | -------------------------- | -------------------------- | -------------------------- | -------------------------- | -------------------------- | -------------------------- |
| 1969/70                    |                            |                            |                            |                            |                            |                            |                            |
| 1. Runde                   | Freilos                    | –                          | –                          | –                          | –                          |                            |                            |
| 2. Runde                   | Leksands IF                | 0:2                        | (7:12)                     | 3:7 (2:2, 1:2, 0:3)        | 4:5 (3:0, 1:1, 1:3)        |                            |                            |
| 1970/71                    |                            |                            |                            |                            |                            |                            |                            |
| 1. Runde                   | Vålerenga IF Oslo          | 2:0                        | (12:4)                     | 5:2                        | 7:2                        |                            |                            |
| 2. Runde                   | HK Jesenice                | 2:0                        | (12:5)                     | 5:2                        | 7:3                        |                            |                            |
| 3. Runde                   | Brynäs IF Gävle            | 0:2                        | (8:17)                     | 3:5 (0:2, 2:1, 1:2)        | 5:12 (1:6, 2:3, 2:3)       |                            |                            |
| 1971/72                    |                            |                            |                            |                            |                            |                            |                            |
| 1. Runde                   | ZSKA Sofia                 | 2:0                        | (15:3)                     | 9:0                        | 6:3                        |                            |                            |
| 2. Runde                   | HK Jesenice                | 2:0                        | (17:5)                     | 8:0                        | 9:5                        |                            |                            |
| 3. Runde                   | Podhale Nowy Targ          | 2:0                        | (19:3)                     | 10:0                       | 9:3                        |                            |                            |
| Halbfinale                 | ZSKA Moskau                | 0:2                        | (5:17)                     | 1:11                       | 4:6                        |                            |                            |
| 1972/73                    |                            |                            |                            |                            |                            |                            |                            |
| 1. Runde                   | EC Klagenfurter AC         | 2:0                        | (13:11)                    | 10:2                       | 3:9                        |                            |                            |
| 2. Runde                   | Podhale Nowy Targ          | 1:1                        | (12:4)                     | 3:4                        | 9:0                        |                            |                            |
| 3. Runde                   | ASD Dukla Jihlava          | 1:1                        | (5:6)                      | 4:2                        | 1:3 n. V. 0:1n. P.         |                            |                            |
| 1973/74                    |                            |                            |                            |                            |                            |                            |                            |
| 1. Runde                   | Jokerit Helsinki           | 0:2                        | (2:5)                      | 1:2                        | 1:3                        |                            |                            |
| 1974/75                    |                            |                            |                            |                            |                            |                            |                            |
| 1. Runde                   | Tilburg Trappers           | 2:0                        | (17:4)                     | 14:2                       | 3:2                        |                            |                            |
| 2. Runde                   | HK Olimpija Ljubljana      | 2:0                        | (14:6)                     | 6:4                        | 8:2                        |                            |                            |
| 3. Runde                   | EC Klagenfurter AC         | 2:0                        | (15:4)                     | 8:1                        | 7:3                        |                            |                            |
| Halbfinale                 | Krylja Sowetow Moskau      | 0:2                        | (4:8)                      | 1:4                        | 3:4                        |                            |                            |
| 1975/76                    |                            |                            |                            |                            |                            |                            |                            |
| 1. Runde                   | ZSKA Sofia                 | 2:0                        | (19:1)                     | 8:0                        | 11:1                       |                            |                            |
| 2. Runde                   | IF Frisk Asker             | 2:0                        | (20:4)                     | 6:3                        | 14:1                       |                            |                            |
| 3. Runde                   | Tappara Tampere            | 0:2                        | (2:6)                      | 2:3                        | 0:3                        |                            |                            |
| 1981/82                    |                            |                            |                            |                            |                            |                            |                            |
| 1. Runde                   | gesetzt für die 2. Runde   | gesetzt für die 2. Runde   | gesetzt für die 2. Runde   | gesetzt für die 2. Runde   | gesetzt für die 2. Runde   |                            |                            |
| 2. Runde                   | Stjernen IL Frederikstad   | 2:0                        | (9:5)                      | 3:2                        | 6:3                        |                            |                            |
| 3. Runde                   | ZSKA Moskau                | 0:2                        | (3:19)                     | 3:12                       | 0:7                        |                            |                            |
| 1989/90                    |                            |                            |                            |                            |                            |                            |                            |
| Vorrunde                   | SB Rosenheim               | 3:3                        | 3:3                        | 3:3                        | 3:3                        |                            |                            |
| Vorrunde                   | KHL Medveščak Zagreb       | 8:6                        | 8:6                        | 8:6                        | 8:6                        |                            |                            |
| Vorrunde                   | Spartak-Lewski Sofia       | 7:0                        | 7:0                        | 7:0                        | 7:0                        |                            |                            |
| gesamt                     | gesamt                     | gesamt                     | 28/1/16                    | 28/1/16                    | 223:158                    | 223:158                    |                            |

Im Europapokal war Weißwasser das erste Mal in der Saison 1969/70 vertreten. Nach einem Freilos für die erste Runde schied die Mannschaft in der 2. Runde aus. 1971 führte die sportliche Leistung gleich bis in Runde drei, im Jahr darauf scheiterte Weißwasser erst im Halbfinale am späteren Pokalsieger HK ZSKA Moskau. 1973 schied man ebenfalls in der 3. Runde erst im Penaltyschießen aus. Nach einer Niederlage in der ersten Runde 1973/74 gegen Jokerit Helsinki, wurde auch 1975 erneut das Halbfinale erreicht, wo man gegen den späteren Pokalsieger ausschied. Da in den Folgejahren Dynamo Berlin die DDR-Meisterschaft gewann, spielte Weißwasser erst 1982 wieder im Europapokal und erreichte wiederum die dritte Runde, unterlag jedoch abermals dem Seriensieger HK ZSKA Moskau. Der bis dato letzte Auftritt im Europapokal erfolgte in der Saison 1989/90. In diesem Jahr wurde der Vorrundengruppensieg, der den Einzug in die nächste Runde bedeutet hätte, ohne Niederlage lediglich aufgrund des Torverhältnisses verpasst.

## Mannschaft

### Kader der Saison 2024/25
Stand: 12. Februar 2025
| Nr. | Nat.        | Spieler               | Pos. | Geburtsdatum       | im Team seit | Geburtsort                          |
| --- | ----------- | --------------------- | ---- | ------------------ | ------------ | ----------------------------------- |
| 96  |             | Daniel Filimonow      | G    | 25. Mai 1996       | 2024         | Deggendorf, Deutschland             |
| 31  | Kanada      | Anthony Morrone       | G    | 26. Februar 1999   | 2024         | Lorraine, Québec, Kanada            |
| 58  | Kanada      | Jérémy Beaudry        | D    | 13. Dezember 1993  | 2024         | Montmagny, Québec, Kanada           |
| 6   | Deutschland | Marlon Braun          | D    | 9. Februar 2004    | 2023         | Weißwasser/Oberlausitz, Deutschland |
| 5   | Deutschland | Nils Elten FL         | D    | 12. Juni 2003      | 2024         | Iserlohn, Deutschland               |
|     | Deutschland | Norwin Panocha FL     | D    | 24. Februar 2005   | 2025         | Bayreuth, Deutschland               |
| 7   | Kanada      | Dylan Plouffe         | D    | 27. April 1999     | 2024         | Sherwood Park, Alberta, Kanada      |
| 17  | Deutschland | Toni Ritter           | D    | 6. Januar 1990     | 2021         | Bad Muskau, DDR                     |
| 19  | Deutschland | Tim Sezemsky          | D    | 13. März 2002      | 2024         | Füssen, Deutschland                 |
| 2   |             | Sebastian Zauner – A  | D    | 4. Oktober 1994    | 2022         | Berchtesgaden, Deutschland          |
| 14  | Deutschland | Louis Anders          | C    | 19. April 2001     | 2022         | Lindau, Deutschland                 |
| 78  | Deutschland | Michael Bartuli FL    | F    | 19. August 2002    | 2023         | Hamburg, Deutschland                |
| 71  |             | Clarke Breitkreuz – C | RW   | 28. November 1991  | 2021         | Springside, Saskatchewan, Kanada    |
| 34  | Deutschland | Alexander Dosch       | F    | 3. April 2001      | 2024         | Starnberg, Deutschland              |
| 26  |             | Dominik Grafenthin    | W    | 27. Juni 1995      | 2024         | Berlin, Deutschland                 |
| 12  | Kanada      | Gary Haden            | C    | 23. Januar 1999    | 2025         | Airdrie, Alberta, Kanada            |
| 74  | Finnland    | Jere Henriksson       | RW   | 8. Februar 2001    | 2025         | Oulu, Finnland                      |
| 11  | Deutschland | Charlie Jahnke        | F    | 14. Februar 1998   | 2024         | Berlin, Deutschland                 |
| 21  | Deutschland | Max Kislinger         | C    | 11. Februar 1998   | 2024         | Garmisch-Partenkirchen, Deutschland |
| 67  | Deutschland | Tom Knobloch          | C    | 7. Februar 1999    | 2024         | Hennigsdorf, Deutschland            |
| 91  | Finnland    | Roope Mäkitalo – A    | C    | 22. September 1998 | 2021         | Lahti, Finnland                     |
| 23  | Kanada      | Lane Scheidl – A      | LW   | 14. Januar 1992    | 2022         | Saskatoon, Saskatchewan, Kanada     |
| 63  | Kanada      | Jordan Taupert        | RW   | 24. April 1998     | 2024         | Medicine Hat, Alberta, Kanada       |
| 22  | Deutschland | Eric Valentin         | F    | 12. Februar 1997   | 2021         | Donaueschingen, Deutschland         |
| 37  |             | Lewis Zerter-Gossage  | RW   | 23. Mai 1995       | 2024         | Montréal, Québec, Kanada            |
| 8   | Deutschland | Philip Ziesche        | F    | 18. November 2004  | 2023         | Krefeld, Deutschland                |

| Tätigkeit   | Nat.        | Name              | Geburtsdatum     | Im Team seit | Geburtsort        |
| ----------- | ----------- | ----------------- | ---------------- | ------------ | ----------------- |
| Cheftrainer | Finnland    | Christof Kreutzer | 2. Dezember 1977 | 2022         | Heinola, Finnland |
| Co-Trainer  | Deutschland | André Mücke       | 27. Januar 1983  | 2014         | Bad Muskau, DDR   |
| Manager     | Deutschland | Dirk Rohrbach     | 30. Juli 1972    | 2015         | Weißwasser, DDR   |

## Ehrenmitglieder
Im November 2013 wurde durch den Verein und den Club fünf Personen postum die Ehrenmitgliedschaft verliehen. Zu diesen zählen Martin Schulz, ein Mitbegründer des Eishockeys in Weißwasser und die Dynamo-Spieler der frühen Jahre Paul Mann und Kurt Stürmer. Mit Günther Lehnigk wurde ein Trainer und mit Bernd Nadebor auch ein Funktionär und Förderer zum Ehrenmitglied ernannt.

## Spieler

### Vereinsinterne Rekorde
Alle Werte inklusive Play-off-, Relegations- und Pokalspiele.
| Rekordspieler Stand: Saison 2015/16 |                   |        |
| Platz                               | Spieler           | Spiele |
| 1.                                  | Jörg Pohling      | 614    |
| 2.                                  | Torsten Hanusch   | 593    |
| 3.                                  | Robert Bartlick   | 583    |
| 4.                                  | Sebastian Klenner | 486    |
| 5.                                  | Wadym Kulabuchow  | 466    |

| Strafminuten gesamt Stand: Saison 2015/16 |                   |         |
| Platz                                     | Spieler           | Minuten |
| 1.                                        | Torsten Hanusch   | 915     |
| 2.                                        | Robert Bartlick   | 761     |
| 3.                                        | Jörg Pohling      | 518     |
| 4.                                        | Sebastian Klenner | 460     |
| 5.                                        | Frank Peschke     | 536     |

| Punkte pro Spiel Stand: Saison 2015/16 |                   |                   |
| Platz                                  | Spieler           | Pkt./Sp.          |
| 1.                                     | Morgan Samuelsson | 1,77 (106 Spiele) |
| 2.                                     | Robert Brezina    | 1.29 (56 Spiele)  |
| 3.                                     | Greg Schmidt      | 1.21 (205 Spiele) |
| 4.                                     | Martin Sekera     | 1.21 (205 Spiele) |
| 5.                                     | Preston Mizzi     | 1.19 (43 Spiele)  |

| Top-Scorer gesamt |                  |               |
| Platz             | Spieler          | Punkte (T/A)  |
| 1.                | Wadym Kulabuchow | 446 (200/246) |
| 2.                | Jörg Pohling     | 230 (104/126) |
| 3.                | Martin Sekera    | 230 (83/147)  |
| 4.                | Andreas Gebauer  | 233 (134/99)  |
| 5.                | Frank Peschke    | 224 (71/153)  |

| Top-Torschützen gesamt |                   |      |
| Platz                  | Spieler           | Tore |
| 1.                     | Wadym Kulabuchow  | 200  |
| 2.                     | Andreas Gebauer   | 134  |
| 3.                     | Jörg Pohling      | 104  |
| 4.                     | Morgan Samuelsson | 91   |
| 5.                     | Martin Sekera     | 83   |

| Top-Assistants gesamt |                  |          |
| Platz                 | Spieler          | Vorlagen |
| 1.                    | Wadym Kulabuchow | 246      |
| 2.                    | Frank Peschke    | 153      |
| 3.                    | Martin Sekera    | 147      |
| 4.                    | Jörg Pohling     | 126      |
| 5.                    | Torsten Hanusch  | 125      |

| Top-Scorer pro Saison |                   |         |              |
| Platz                 | Spieler           | Saison  | Punkte (T/A) |
| 1.                    | Morgan Samuelsson | 1998/99 | 113 (55/58)  |
| 2.                    | Martin Sekera     | 2003/04 | 85 (34/51)   |
| 3.                    | Martin Sekera     | 2004/05 | 72 (29/43)   |
| 4.                    | Marvin Tepper     | 2009/10 | 71 (17/54)   |
| 5.                    | Greg Schmidt      | 2003/04 | 68 (23/45)   |

| Top-Torschützen pro Saison |                   |         |      |
| Platz                      | Spieler           | Saison  | Tore |
| 1.                         | Morgan Samuelsson | 1998/99 | 55   |
| 2.                         | Carsten Gosdeck   | 2009/10 | 36   |
| 3.                         | Martin Sekera     | 2003/04 | 34   |
| 4.                         | Martin Sekera     | 2004/05 | 29   |
| 5.                         | Wadym Kulabuchow  | 2003/04 | 26   |

| Top-Assistants pro Saison |                   |         |          |
| Platz                     | Spieler           | Saison  | Vorlagen |
| 1.                        | Morgan Samuelsson | 1998/99 | 58       |
| 2.                        | Martin Sekera     | 2003/04 | 51       |
| 3.                        | Peter Szabó       | 2007/08 | 51       |
| 4.                        | Marvin Tepper     | 2009/10 | 54       |
| 5.                        | Greg Schmidt      | 2003/04 | 45       |

Quelle: eliteprospects.com

### Bekannte ehemalige Spieler

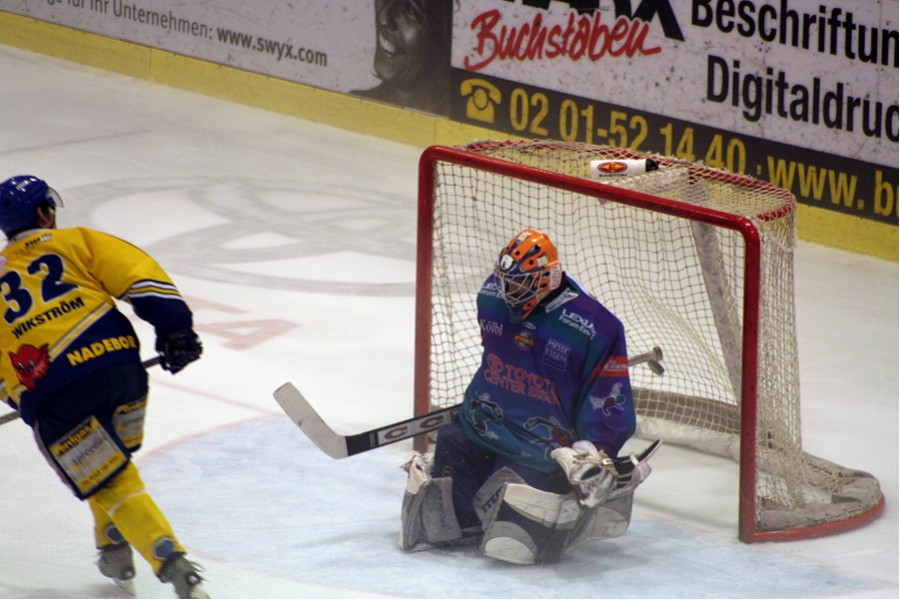
Mattias Wikström in der Saison 2005/06

- Ronny Arendt
- Rolf Bielas
- Pavel Brendl
- Michael Bresagk
- Thomas Bresagk
- Joachim Franke
- Andrej Fuchs
- Boris Fuchs
- Sean Gagnon
- Andreas Gebauer
- Todd Gill
- Jari Grönstrand
- Hubert Hahn
- Jörg Handrick
- Ralf Hantschke
- Torsten Hanusch
- Mike Hammond
- Horst Heinze
- Klaus Hirche
- Iiro Itämies
- Wadym Kulabuchow
- Frank Liebert
- Stefan Mann
- Ervín Mašek
- Rüdiger Noack
- Frank Peschke
- Jörg Pohling
- Dieter Pürschel
- Josef Řezníček
- Ronny Reddo
- Morgan Samuelsson

## Partnerschaften
Im Juni 2018 gaben die Lausitzer Füchse und Berliner Eisbären bekannt, die seit 2016 bestehende Kooperation um mindestens drei Jahre zu verlängern und gleichzeitig zu vertiefen, nach dem Vorbild des NHL-Teams Los Angeles Kings und dessen Farmteam Ontario Reign (AHL). Im sportlichen Bereich werden die Personalentscheidungen vom Geschäftsführer der Lausitzer Füchse gemeinsam mit dem Sportdirektor der Berliner Eisbären getroffen. Der Fitnesstrainer der Eisbären wird auch das Kraft- und Ausdauertraining der Füchse begleiten, um in beiden Teams diesbezüglich gleiche Voraussetzungen zu schaffen. Der Torwarttrainer Sebastian Elwing ist weiterhin für die Torhüter beider Profiteams sowie die Organisation der Förderlizenzspieler in der Lausitz zuständig. Die sportlichen Entscheidungen fallen in das Ressort des Füchse-Cheftrainers, seines Co-Trainers und des Eisbären-Co-Trainers. Die Zusammenarbeit soll sich nicht nur auf sportliche Belange beziehen, sondern auch auf weitere Bereiche, wie z. B. das Marketing der Clubs.